# Рота д'Иманя
Ро̀та д'Има̀ня (на италиански: Rota d'Imagna; на ломбардски: Röda, Рьода) е село и община в Северна Италия, провинция Бергамо, регион Ломбардия. Разположено е на 690 m надморска височина. Населението на общината е 916 души (към 2018 г.).